# Ranoidea andiirrmalin
Ranoidea andiirrmalin – gatunek północnoaustralijskiego płaza bezogonowego z podrodziny Pelodryadinae w rodzinie rzekotkowatych (Hylidae).

## Występowanie
Zasięg występowania tego gatunku obejmuje niewielki obszar na północy stanu Queensland w północno-wschodniej Australii. Leży w całości na terenie Parku Narodowego Cape Melville. Płaza odnaleziono dotychczas dopiero w czterech strumieniach, co czyni go narażonym na wyginięcie.
Zwierzę to występuje na wysokościach od 60 do około 500 metrów nad poziomem morza.
Jego siedlisko stanowią kamieniste strumienie lasów tropikalnych, przy czym gatunek szczególnie upodobał sobie tereny z granitowym podłożem skalnym. Kamienie, jak i roślinność służą mu za miejsce schronienia.

## Rozmnażanie
Przebiega z udziałem środowiska wodnego. Sezon rozrodczy zaczyna się z nadejściem pory deszczowej. Nawoływania samców dają się wtedy słyszeć już od listopada. Kijanki rozwijają się w wolno płynących odcinkach strumieni.

## Status
Chociaż nie istnieją wiarygodne informacje o populacji tego gatunku, sądzi się, że jest ona stabilna. W przyszłości gatunkowi może zagrozić chytridiomikoza wywoływana przez patogenicznego grzyba Batrachochytrium dendrobatidis.